# آتش‌سوزی بزرگ لندن

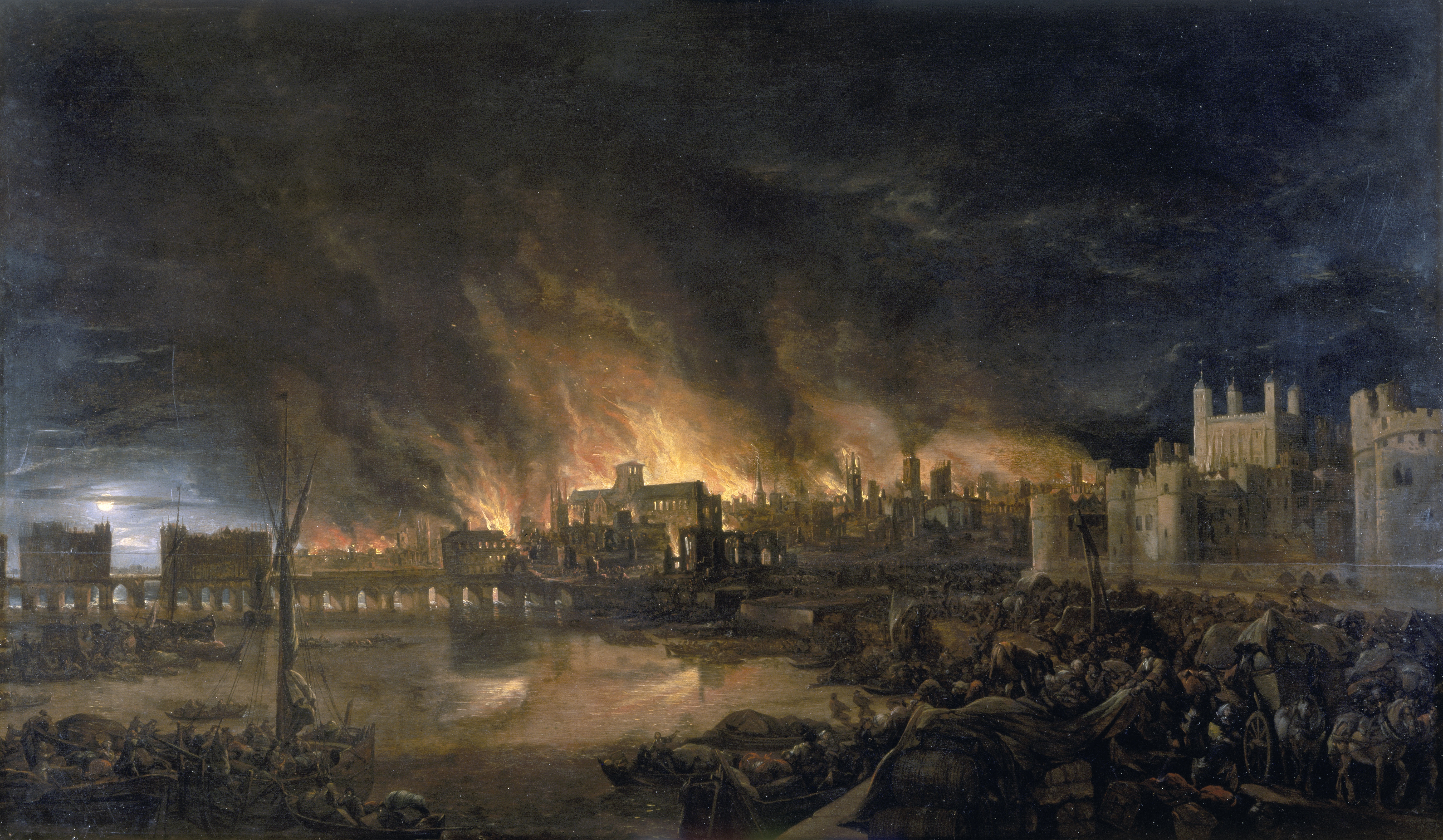
این نقاشی که از سال ۱۶۶۶ باقی مانده‌است و نقاش آن نامعلوم است، گوشه‌ای از آتش‌سوزی بزرگ لندن را نشان می‌دهد.

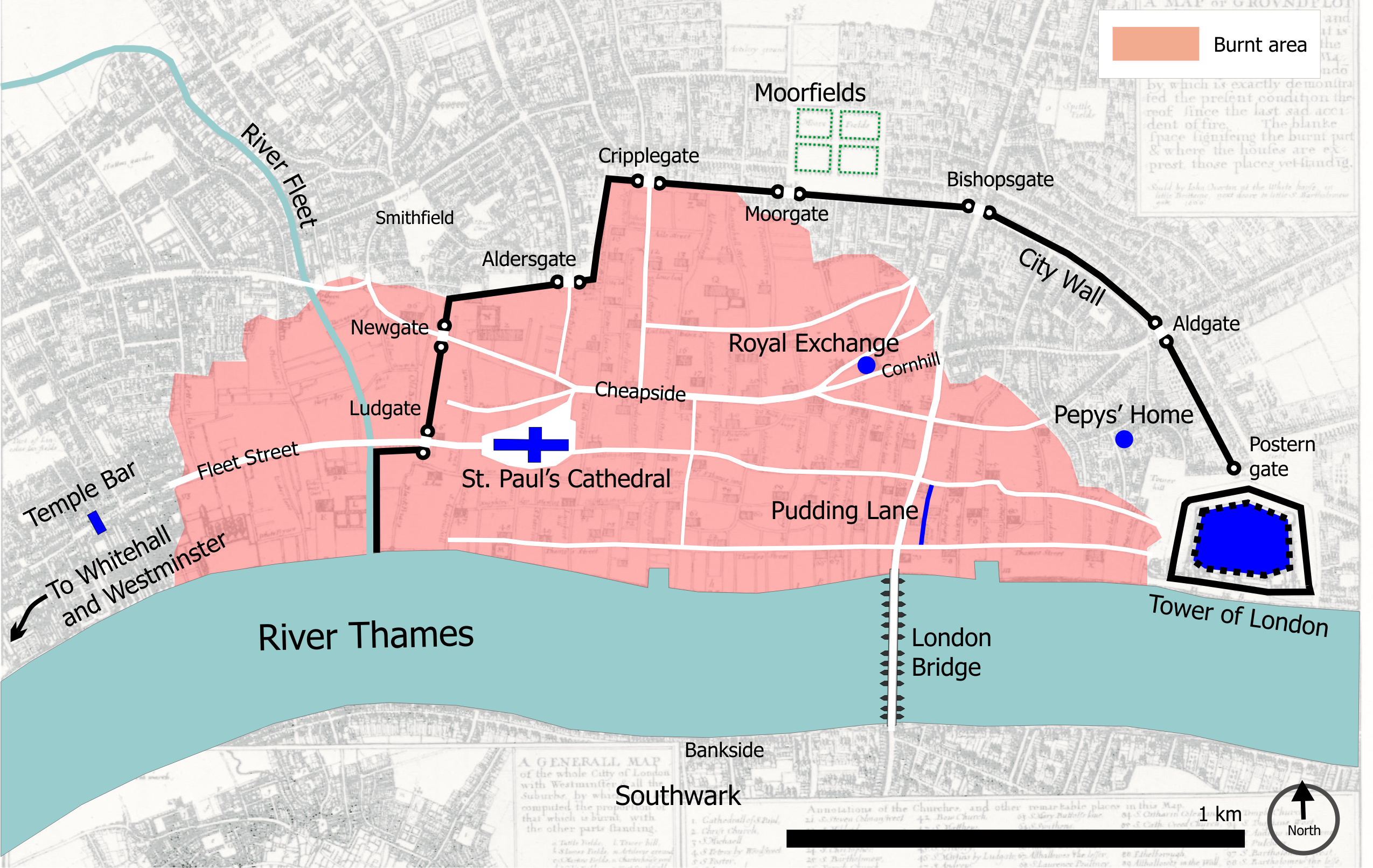
مناطق آسیب دیده و آتش گرفته در سیتی لندن نشان داده شده با رنگ صورتی

آتش‌سوزی بزرگ لندن، آتش‌سوزی بزرگی بود که مناطق مرکزی لندن را از یکشنبه ۲ سپتامبر تا چهارشنبه ۵ سپتامبر ۱۶۶۶ دربر گرفت. تا اواسط قرن هفدهم میلادی هسته مرکزی شهر لندن کماکان بافت قرون وسطایی خود را حفظ کرده بود و دور تا دور آن دیواری قرار داشت که سال‌ها قبل و در زمان استیلای رومیان ساخته شده بود. در طول آتش‌سوزی این قسمت قرون وسطایی لندن که در داخل دیوار رومی شهر قرار داشت به‌طور کلی ویران شد و از بین رفت. ناحیه وست مینستر که بخش اشراف‌نشین آن زمان لندن (وست اند کنونی) بود، کاخ وایت هال متعلق به چارلز دوم و نواحی فقیرنشین حومه لندن نیز مورد تهدید آن آتش‌سوزی مهیب قرار گرفتند ولی آسیبی به آن‌ها وارد نگردید. تعداد ۱۳٬۲۰۰ خانه مسکونی، ۸۷ کلیسای محلی، کلیسای بزرگ سنت پل و بیشتر ساختمان‌های دولتی شهر در آن آتش‌سوزی غیرقابل کنترل سوخته و منهدم گردیدند. تخمین زده شده‌است که خانه و سرپناه ۷۰٬۰۰۰ نفر از کل ۸۰٬۰۰۰ ساکنین آن موقع لندن تماماً در آتش از بین رفت و نابود گردید. با اینکه آمار تعداد کشته شده گان در این آتش‌سوزی هرگز مشخص نشده‌است، همیشه اعتقاد بر این بوده‌است که تعداد کسانی که جانشان را در این آتش‌سوزی بزرگ از دست دادند آنچنان زیاد نبوده‌است چرا که به‌طور رسمی فقط نام تعداد قلیلی به‌عنوان قربانیان این فاجعه به ثبت رسیده‌است. اما مدتی است عده‌ای از پژوهشگران این باور را به چالش کشیده‌اند و اندک بودن تعداد کشته شده گان ثبت شده را به دو دلیل می‌دانند: اول آنکه در قرن هفدهم و در زمان آن آتش‌سوزی کسی به فکر ثبت نام مردگان طبقات فقیر و حتی متوسط نبوده‌است و دوم آنکه شدت آتش به حدی بوده‌است که به احتمال زیاد شناسایی جسد بیشتر قربانیان که به‌طور کامل سوخته و به خاکستر تبدیل شده بوده‌اند امکان‌پذیر نبوده‌است.

## لندن در دهه ۱۶۶۰
در دهه ۱۶۶۰، لندن با جمعیت تخمینی ۳۰۰۰۰۰ تا ۴۰۰۰۰۰ نفر، با اختلاف بزرگترین شهر بریتانیا و سومین شهر بزرگ در جهان غرب بود. جان اولین، لندن را با شکوه باروک پاریس در سال ۱۶۵۹ مقایسه کرد، آن را «چوبی، شمالی ویک بخش متراکم از خانه‌های غیر مصنوعی» نامید. منظور اولین از «غیر مصنوعی»، برنامه‌ریزی‌نشده و موقت، حاصل رشد طبیعی و گسترش نامنظم (بدون قانون یا مدیریت) شهری بود. لندن برای چهار قرن یک سکونتگاه رومی بود و به تدریج در داخل دیوار دفاعی شهر خود جمعیتش زیاد شده بود. همچنین به سمت خارج از دیوار به سمت محله‌های کثیف فقیر نشینه مانند شوردیچ، هولبورن و ساوتوارک پیش رفته بود و به اندازه کافی پیش رفته بود که شهر مستقل وست مینستر را شامل شود.
تا قرن هفدهم، شهر خود - منطقه ای که توسط دیوار شهر و رودخانه تیمز محصور شده بود - تنها بخشی از لندن بود که حدود ۷۰۰هکتار(۲٫۸کیلومتر مربع، ۱٫۱مایل مربع) را پوشش می‌داد. و حدود ۸۰۰۰۰ نفر یا یک چهارم از ساکنان لندن را در خود جای داده‌است. شهر توسط حلقه ای از شهرک‌های داخلی که اکثر لندنی‌ها در آن زندگی می‌کردند احاطه شده بود. شهر در آن زمان، مانند اکنون، قلب تجاری پایتخت بود، و بزرگترین بازار و شلوغ‌ترین بندر انگلستان بود، که توسط طبقات تجاری و تولیدی تحت سلطه بود. شهر پر از ترافیک، آلوده و ناسالم بود، به خصوص پس از آن که با شیوع ویرانگر طاعون بوبونیک در سال طاعون یا سال ۱۶۶۵میلادی مواجه شد
رابطه بین شهر و طبقه حاکم اغلب پرتنش بود. شهر لندن در طول جنگ داخلی انگلیس (۱۶۴۲–۱۶۵۱) پایگاه جمهوری‌خواهی بود و پایتخت ثروتمند و از نظر اقتصادی پویا همچنان پتانسیل تهدید آمیزی برای چارلز دوم را داشت، همان‌طور که چندین قیام جمهوری‌خواه در لندن در اوایل دهه ۱۶۶۰این را نشان داد. قضات شهر از نسلی بودند که در جنگ داخلی جنگیده بودند، و می‌توانستند به یاد بیاورند که چگونه طمع چارلز اولبرای قدرت مطلق منجر به آن ضربه ملی شده‌است. آنها مصمم بودند که هر گونه تمایلات مشابهی را در پسرش خنثی کنند، و زمانی که آتش بزرگ شهر را تهدید کرد، پیشنهادهای کمک چارلز که شامل سربازان و سایر منابع بود را رد کردند. حتی در چنین شرایط اضطراری، ایده داشتن این نیروهای سلطنتی نامحبوب داخل شهر، مانند دینامیت سیاسی بود. تا زمانی که چارلز فرماندهی را از شهردار ناکارآمد به دست گرفت، آتش دیگر از کنترل خارج شده بود.

### خطرات آتش‌سوزی در شهر
شهر اساساً در طرح خیابانی خود قرون وسطایی بود، متشکل ازکوچه‌هایی شلوغ باریک، پر پیچ و خم و سنگفرش شده. قبل از سال ۱۶۶۶ چندین آتش‌سوزی گسترده را تجربه کرده بود که آخرین آنها در سال ۱۶۳۳ اتفاق افتاد. ساخت و ساز با چوب و سقف با کاهگل قرن‌ها ممنوع بود، اما استفاده از این مصالح ارزان ادامه یافت. تنها منطقه مهمی که با آجر یا سنگ ساخته شده بود، مرکز ثروتمند شهر بود، جایی که عمارت‌های تجار و دلالان در زمین‌های وسیع قرار داشتند، که توسط حلقه ای داخلی از محله‌های فقیرتر پرجمعیت احاطه شده بود که تمام فضای ساختمانی موجود برای اسکان جمعیتی که سریعاً رو به رشد بود استفاده می‌شد.
محل سکونت انسان شلوغ بود و طراحی آنها خطر آتش‌سوزی را افزایش می‌داد. خانه‌های مسکونی چند طبقه چوبی استیجاری لندن دارای " اسکله " بودند (طبقه‌های فوقانی برجسته). آنها ردپای باریکی در سطح زمین داشتند، اما با افزایش تدریجی اندازه طبقات بالای خود، استفاده از زمین را با "تخطی" به خیابان به حداکثر رساندند. خطر آتش‌سوزی زمانی به خوبی درک شده بود زمانی که اسکله‌های بالا به جز در میان کوچه‌های باریک به هم رسیدند -یکی از ناظران نوشت: «همانطور که آتش سوزی را تسهیل می‌کرد، همچنین مانع درمان (خاموش کردن آتش) می‌شد.» در سال ۱۶۶۱، چارلز دوم اعلامیه ای را صادر کرد که پنجره‌ها و اسکله‌های آویزان را ممنوع می‌کرد، اما این اعلامیه عمدتاً توسط دولت محلی نادیده گرفته شد. پیام بعدی وجدی تر چارلز در سال ۱۶۶۵ در مورد خطر آتش‌سوزی ناشی از تنگی خیابان‌ها هشدار داد و مجوز زندانی کردن سازندگان سرکش و تخریب ساختمان‌های خطرناک را صادر کرد. این نیز تأثیر کمی داشت.
حاشیه رودخانه در توسعه این آتش بزرگ مهم بود. رودخانه تیمز برای اطفای حریق و امکان فرار با قایق آب ارائه می‌کرد، اما مناطق فقیرتر در امتداد رودخانه دارای انبارها و زیرزمین‌های مواد قابل احتراق بودند که خطر آتش‌سوزی را افزایش می‌داد. در سرتاسر اسکله‌ها، خانه‌های چوبی زهوار دررفته و کلبه‌های فقرا که با کاغذ قیر ساخته شده بودند در میان «ساختمان‌های کاغذی قدیمی و قابل احتراق‌ترین مواد از قیر، قیچون، کنف، گل سرخ و کتان که همه در آنجا چیده شده بودند» در فضای ناکافی گنجانده شده بودند. لندن نیز مملو از پودر سیاه (پودر تفنگ) بود، به خصوص در امتداد ساحل رودخانه که در آن دلالان ابزار کشتی بشکه‌های چوبی را با ذخایر خود پر می‌کردند. بیشتر آن در املاک شخصی شهروندان بعد از دوران جنگ داخلی انگلیس باقی مانده بود. پنج تا ششصد تن پودر سیاه نیز در برج لندن ذخیره شده بود.
دیوار بلند رومی که شهر را محصور کرده بود مانع از فرار از این آتش‌سوزی شد و خروجی را به هشت دروازه باریک محدود کرده بود. در دو روز اول، تعداد انگشت شماری از مردم تصور فرار از شهر در حال سوختن را داشتند. آن‌ها وسایلی را که می‌توانستند حمل کنند به منطقه امن‌تری می‌بردند. برخی در یک روز «چهار و پنج بار» وسایل خود و خودشان را جابه‌جا کردند. درک نیاز به رفتن به طرف دیگر دیوارها فقط اواخر روز دوشنبه ریشه دوانید، و پس از آن صحنه‌های تقریباً وحشتناکی در دروازه‌ها به وجود آمد، زیرا پناهجویان مضطرب سعی می‌کردند با بسته‌ها، گاری‌ها، اسب‌ها و واگن‌های خود خارج شوند.
عامل مهمی که تلاش‌های اطفای حریق را ناکام گذاشت، باریکی خیابان‌ها بود. حتی در شرایط عادی، ترکیبی از گاری‌ها، واگن‌ها و عابران پیاده در کوچه‌های باریک مرتباً سبب بن‌بست و تصادف می‌شد. پناهندگانی که به سمت بیرون و دور از مرکز آتش‌سوزی فرار می‌کردند، توسط سربازانی که سعی می‌کردند خیابان‌ها را برای آتش نشانان خلوت نگه دارند، متوقف شدندکه خودسبب وحشت بیشتر شد.